# Án ti

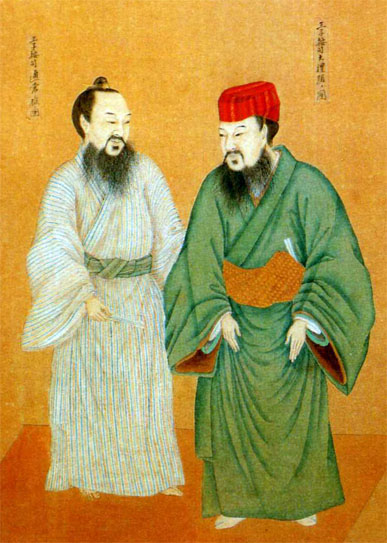
Án ti

Án ti hay án tư (tiếng Nhật: 按司 aji hoặc anji) là người đứng đầu một lãnh địa trong lịch sử Lưu Cầu. Từ này dưới thời vương quốc Lưu Cầu được sử dụng để chỉ tầng lớp quý tộc hay hào tộc địa phương. Nó được cho là có liên hệ với từ tiếng Nhật aruji ("chủ"), và được phát âm khác nhau trên khắp các đảo. Nó xếp hạng dưới hoàng tử trong giới quý tộc. Các con trai của hoàng tử và người con trai cả của "án ti" sẽ trở thành "án ti". Một "án ti" lập nên một gia đình quý tộc tương đương với một miyake tại Nhật Bản.
Án ti xuất hiện khoảng thế kỷ 12 khi các lãnh chúa địa phương bắt đầu xây dựng gusuku (thành theo phong cách Ryūkyū). Shō Hashi là một án ti, ông sau đó đã thống nhất và trở thành vua Lưu Cầu. Vào thời triều Shō II, khi các án ti định cư gần thành Shuri, từ này mang ý nghĩa biểu thị một quý tộc trong thành trấn.
Cách gọi mẫu của một án ti bắt đầu với tên của nơi ông ta cai quản và kết thúc với từ án ti, ví dụ, "Nago Aji." Đối với phụ nữ, được thêm hậu tố ganashi hay kanashi (加那志, gia na chí) ở sau: "Nago Aji-ganashi."

## Danh sách án ti
- Oroku Aji/小禄按司/Tiểu Lộc án ti
- Yuntanza Aji/読谷山按司/Cốc Sơn án ti
- Yoshimura Aji/義村按司/ Nghĩa Thôn án ti
- Yonashiro Aji与那城按司/Dư Na Thành án ti
- Tomigusuku Aji/豊見城按司/Phong Kiến Thành án ti
- Osato Aji/大里按司/Đại Lý án ti
- Urasoe Aji/浦添按司/Phổ Thiêm án ti
- Tamagawa Aji/玉川按司/Ngọc Xuyên án ti
- Kunigami Aji/国頭按司/Quốc Đầu án ti
- Omura Aji/大村按司/Đại Thôn án ti
- Motobu Aji/本部按司/Bản Bộ án ti
- Misato Aji/美里按司/Mĩ Lý án ti
- Haneji Aji/羽地按司/Vũ Địa án ti
- Nago Aji/名護按司/Danh Hộ án ti
- Kin Aji/金武按司|Kim Vũ án ti
- Mabuni Aji/摩文仁按司/Ma Văn Nhân án ti
- Nakazato Aji/仲里按司/Trọng Lý án ti
- Goeku Aji/護得久按司/Hộ Đắc Cửu án ti
- Ogimi Aji/大宜見按司Đại Nghi Kiến án ti
- Gushikami Aji/具志頭按司/Cụ Chí Đầu án ti
- Mabuni Aji/真壁按司/Chân Bích án ti
- Tamashiro Aji/玉城按司/Ngọc Thành án ti
- Gushikawa Aji/具志川按司/Cụ Chí Xuyên án ti
- Takamine Aji/高嶺按司/Cao Lĩnh án ti
- Kushi Aji/久志按司/Cửu Chí án ti
- Katsuren Aji/勝連按司/Thắng Liên án ti